# Worecznik
Worecznik (Balantiopteryx) – rodzaj ssaków z podrodziny upiorów (Emballonurinae) w obrębie rodziny upiorowatych (Emballonuridae).

## Rozmieszczenie geograficzne
Rodzaj obejmuje gatunki występujące w Ameryce.

## Morfologia
Długość ciała (bez ogona) 37–53 mm, długość ogona 8–23 mm, długość ucha 10–15 mm, długość tylnej stopy 7–12 mm, długość przedramienia 36–45,9 mm; masa ciała 3–6 g.

## Systematyka
Rodzaj zdefiniował w 1867 roku niemiecki zoolog Wilhelm Peters w artykule zatytułowanym O nietoperzach z rodzaju Mimon i Saccopteryx, opublikowanym w czasopiśmie „Monatsberichte der Königlichen Preussische Akademie des Wissenschaften zu Berlin”. Gatunkiem typowym jest (oznaczenie monotypowe) worecznik szary (B. plicata).

### Etymologia
Balantiopteryx (Balantioptheryx): gr. βαλάντιον balāntion ‘woreczek, sakiewka’; πτερυξ pteryx ‘skrzydło’.

### Podział systematyczny
Do rodzaju należą następujące gatunki:
| Grafika | Gatunek                | Autor i rok opisu   | Nazwa zwyczajowa      | Podgatunki         | Rozmieszczenie geograficzne | Podstawowe wymiary                                     | Status IUCN |
| ------- | ---------------------- | ------------------- | --------------------- | ------------------ | --- | ------------------------------------------------------ | ----------- |
|         | Balantiopteryx plicata | W.C.H. Peters, 1867 | worecznik szary       | 2 podgatunki       | Meksyk (na południe od Sonory i czubka Kalifornii Dolnej Południowej do Nikaragui i północno-zachodniej Kostaryki; zakres wysokości: 0–1500 m n.p.m.                                                 | DC: 4,7–5,3 cm DO: 1,3–2,3 cm DP: 3,7–4,6 cm MC: 5–6 g | LC          |
|         | Balantiopteryx io      | O. Thomas, 1904     | worecznik meksykański | gatunek monotypowy | zbocza atlantyckie od Meksyku (od południowego Veracruz i Oaxaca) na południe do wschodnio-środkowej Gwatemali i Belize; zakres wysokości: 0–500 m n.p.m.                                            | DC: 3,8–4,4 cm DO: 0,8–1,8 cm DP: 3,6–4,1 cm MC: 3–4 g | VU          |
|         | Balantiopteryx infusca | (O. Thomas, 1897)   | worecznik ekwadorski  | gatunek monotypowy | kilka stanowisk na zboczach pacyficznych w południowo-zachodniej Kolumbii (Río Chanco in Valle de Cauca) i północno-zachodnim Ekwadorze (Esmeraldas i Imbabura); zakres wysokości: 150–1200 m n.p.m. | DC: 3,7–4,2 cm DO: 1,2–1,8 cm DP: 3,8–4,2 cm MC: 4–5 g | VU          |

Kategorie IUCN:  LC  – gatunek najmniejszej troski,  VU  – gatunek narażony.